# Booker T. Jones
Booker Taliaferro Jones (Memphis, 12 novembre 1944) è un organista, polistrumentista e compositore statunitense, noto soprattutto come frontman della band Booker T. & the M.G.'s.

## Biografia
Booker T. Jones forma i Booker T. & the M.G.'s insieme a Steve Cropper e Donald Dunn, gruppo di punta della Stax Records durante gli anni sessanta.